# Loch Bà
Loch Bà ist ein schottischer Süßwassersee im Rannoch Moor in der Council Area Highland. Der See hat eine sehr unregelmäßige Form. Die maximale Länge beträgt 3,4 km, die maximale Breite liegt bei 1,1 km. Im Loch Bà befinden sich zahlreiche Inseln.
Der See wird an seinem südwestlichen Ende vom River Bà, der sich kurz vor seiner Mündung in Loch Bà zum Lochan na Stainge weitet, und dem Lochan na h-Achlaise mit Wasser gespeist. Loch Bà entwässert an seinem nordöstlichen Ende über den Abhainn Bà in den Loch Laidon.
Die Ufer des Loch Bà sind gänzlich unbewohnt. Auch im näheren Umkreis finden sich keine größeren Ansiedlungen. Der See wird nur an seinem südöstlichen Ufer von der A82 erschlossen. Alle anderen Uferabschnitte sind mit dem Auto nicht erreichbar. Loch Bà ist ein Angelgebiet, in dem vor allem Forellen gefangen werden können.

## Weblinks

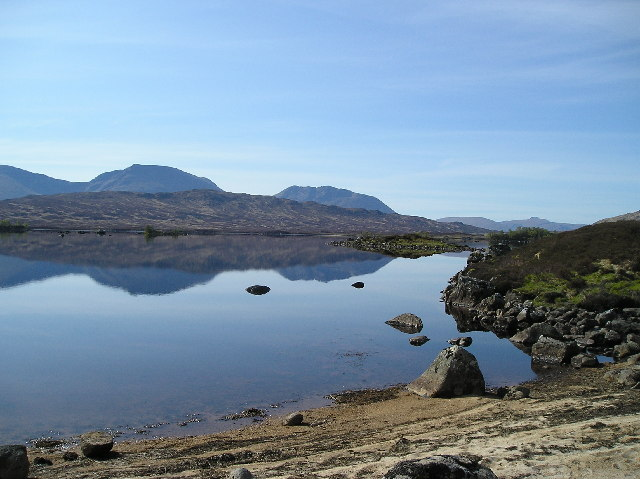
Loch Bà von Norden gesehen